# Loot: todo el dinero
Loot: todo el dinero (o simplemente Loot) es una serie de televisión de comedia, estrenada por Apple TV+ el 24 de junio de 2022. En julio de 2022, Apple TV+, renovó la serie por una segunda temporada, la cual fue estrenada el 3 de abril de 2024.  En julio de 2024, fue renovada para una tercera temporada.

## Premisa
La multimillonaria Molly Novak (Maya Rudolph) tiene una vida de ensueño con jets privados, una gran mansión y un megayate; pero cuando su marido la traiciona tras 20 años casados y se entera, para su sorpresa, que es dueña de una fundación benéfica dirigida por la sensata Sofia Salinas (Mj Rodriguez); se embarcará en un viaje de autodescubrimiento para reconducir su vida.

## Elenco

### Protagonista
- Maya Rudolph como Molly Novak
- Michaela Jaé Rodriguez como Sofia Salinas
- Joel Kim Booster como Nicholas
- Ron Funches como Howard
- Nat Faxon como Arthur
- Meagen Fay como Rhonda (temporada 2, recurrente 1)
- Stephanie Styles como Ainsley (temporada 2, recurrente 1)

### Recurrente
- Adam Scott como John Novak
- David Chang como él mismo
- Ana Rey como Marisol (temporada 1)
- Olivier Martinez como Jean-Pierre (temporada 1)
- O-T Fagbenle como Isaac (temporada 2)
- Hayley Magnus como Willa (temporada 2)

### Invitado
- Seal como él mismo (temporada 1)
- Tony Hawk como él mismo (temporada 2)
- John Lutz como el padre adoptivo de Nicholas (temporada 2)
- Pam Murphy como la madre adoptiva de Nicholas (temporada 2)
- Benjamin Bratt como él mismo (temporada 2)
- Jim Rash como Emil (temporada 2)
- Ana Gasteyer como Grace (temporada 2)
- Allan Havey como Norman Lofton (temporada 2)

## Temporadas
| Temporada | Temporada | Episodios | Episodios | Emisión original    | Emisión original     |
| Temporada | Temporada | Episodios | Episodios | Primera emisión     | Última emisión       |
| --------- | --------- | --------- | --------- | ------------------- | -------------------- |
|           | 1         | 10        | 10        | 24 de junio de 2022 | 12 de agosto de 2022 |
|           | 2         | 10        | 10        | 3 de abril de 2024  | 29 de mayo de 2024   |

### Temporada 1 (2022)
| N.º en serie | N.º en temp. | Título                                  | Dirigido por  | Escrito por              | Fecha de lanzamiento original |
| ------------ | ------------ | --------------------------------------- | ------------- | ------------------------ | ----------------------------- |
| 1            | 1            | «Pilot»                                 | Alan Yang     | Alan Yang & Matt Hubbard | 24 de junio de 2022           |
| 2            | 2            | «Bienvenidos a Miami»                   | Alan Yang     | Alan Yang & Matt Hubbard | 24 de junio de 2022           |
| 3            | 3            | «Hot Seat»                              | Angela Barnes | Alan Yang & Matt Hubbard | 24 de junio de 2022           |
| 4            | 4            | «Excitement Park»                       | Angela Barnes | Bridget Kyle & Vicky Luu | 1 de julio de 2022            |
| 5            | 5            | «Halsa»                                 | Miguel Arteta | Yassir Lester            | 8 de julio de 2022            |
| 6            | 6            | «The Philanthropic Humanitarian Awards» | Miguel Arteta | Zeke Nicholson           | 15 de julio de 2022           |
| 7            | 7            | «French Connection»                     | Kevin Bray    | Lauren Tyler             | 22 de julio de 2022           |
| 8            | 8            | «Spades Night»                          | Kevin Bray    | April Quioh              | 29 de julio de 2022           |
| 9            | 9            | «Cahoga Lake»                           | Alan Yang     | Anna Salinas             | 5 de agosto de 2022           |
| 10           | 10           | «The Silver Moon Summit»                | Alan Yang     | Alan Yang & Matt Hubbard | 12 de agosto de 2022          |

### Temporada 2 (2024)
| N.º en serie | N.º en temp. | Título               | Dirigido por   | Escrito por              | Fecha de lanzamiento original |
| ------------ | ------------ | -------------------- | -------------- | ------------------------ | ----------------------------- |
| 11           | 1            | «Space for Everyone» | Alan Yang      | Alan Yang & Matt Hubbard | 3 de abril de 2024            |
| 12           | 2            | «Clueless»           | Kevin Bray     | Bridget Kyle & Vicky Luu | 3 de abril de 2024            |
| 13           | 3            | «Vengeance Falls»    | Alan Yang      | Emily Spivey             | 10 de abril de 2024           |
| 14           | 4            | «Mr. Congeniality»   | Kevin Bray     | Zeke Nicholson           | 17 de abril de 2024           |
| 15           | 5            | «Mally's»            | Claire Scanlon | Matt Murray              | 24 de abril de 2024           |
| 16           | 6            | «Women Who Rule»     | Claire Scanlon | April Korto Quioh        | 1 de mayo de 2024             |
| 17           | 7            | «Camp Wells»         | Anna Dokoza    | Anna Salinas             | 8 de mayo de 2024             |
| 18           | 8            | «Grace»              | Anna Dokoza    | Maggie Sheridan          | 15 de mayo de 2024            |
| 19           | 9            | «Mood Vibrations»    | Alan Yang      | Nick Lehmann             | 22 de mayo de 2024            |
| 20           | 10           | «We Shouldn't Exist» | Alan Yang      | Alan Yang & Matt Hubbard | 29 de mayo de 2024            |

## Producción
En marzo de 2021 se anunció que Apple TV+ había encargado la serie de una comedia sin título protagonizada por Maya Rudolph, creada por Matt Hubbard y Alan Yang. En mayo, Michaela Jaé Rodríguez se unió al elenco, y Joel Kim Booster en julio. Olivier Martinez fue elegido para un papel recurrente en noviembre. Nat Faxon y Ron Funches serían anunciados como parte del elenco principal en el primer teaser de la serie.
El rodaje de la serie comenzó el 6 de septiembre de 2021.

### Lanzamiento
La serie se estrenó en Apple TV+ el 24 de junio de 2022.

## Recepción
El sitio web del agregador de reseñas, Rotten Tomatoes, informó un índice de aprobación del 80% con una calificación promedio de 6.9/10, según 38 reseñas de críticos. Metacritic, que utiliza un promedio ponderado, asignó una puntuación de 65 sobre 100 basada en 19 críticos, lo que indica "críticas generalmente favorables".

### Premios y nominaciones
| Fecha | Premio                 | Categoría                       | Nominado     | Resultado | Ref.   |
| ----- | ---------------------- | ------------------------------- | ------------ | --------- | ------ |
| 2024  | Premios Primetime Emmy | Mejor actriz - Serie de comedia | Maya Rudolph | Pendiente | [ 17 ] |